# Altaysky (huyện Khakass)
Huyện Altaysky (tiếng Nga: ? райо́н) là một huyện hành chính tự quản (raion), của Khakassia, Nga. Huyện có diện tích 1825 kilômét vuông. Trung tâm của huyện đóng ở Nelyy-Yur.